# Linia kolejowa Split – Sinj
Linia kolejowa Split-Sinj – nieistniejąca już wąskotorowa linia kolejowa w Chorwacji. Łączyła położony nad Morzem Adriatyckim Split z leżącym w głębi lądu Sinjem. Została oddana do użytku 12 września 1903 roku. Podróż pociągiem osobowym z Sinja do Splitu trwała dwie i pół godziny, podróż w przeciwnym kierunku - pół godziny dłużej. Na początku lat 60., w związku z rozwojem transportu kołowego, nastąpił gwałtowny spadek przewozów osobowych (w 1961 spadek o 51% w porównaniu z 1959). W tym samym czasie spadek przewozów towarowych wyniósł 49%. Wszystko to przesądziło o likwidacji linii - ostatni pociąg osobowy wyjechał na trasę 30 września 1962. Niedługo potem zakończono też ruch towarowy. W następnych latach linia została zlikwidowana, tabor kolejowy przeniesiono na inne jugosłowiańskie koleje wąskotorowe.
Linia miała długość 39,972 km, największe nachylenie wynosiło 26,7 promila. Najniższym punktem linii była stacja w Splicie - 2,43 m n.p.m. Najwyższy punkt był położony na wysokości 386,19 m n.p.m. Na trasie były trzy tunele o długości 400, 123 i 118 m, oraz kamienny wiadukt o długości 76,81 m.